# Lylyjärvi (sjö i Finland, Mellersta Finland)
Lylyjärvi är en sjö i Finland. Den ligger i kommunen Karstula i landskapet Mellersta Finland, i den centrala delen av landet, 300 km norr om huvudstaden Helsingfors. Lylyjärvi ligger 168 meter över havet. Den är 10,2 meter djup. Arean är 96,7 hektar och strandlinjen är 8,29 kilometer lång. Sjön  ingår i Kymmene älvs huvudavrinningsområde.   I omgivningarna runt Lylyjärvi växer i huvudsak blandskog.